# Итагаки, Кэйсукэ
Кэйсу́кэ Итага́ки (яп. 板垣 恵介 Итагаки Кэйсукэ, род. 4 апреля 1957, Кусиро, Япония) — японский мангака. Настоящее имя Хироюки Итагаки. Специализируется на работах, посвященных в основном боевым искусствам. В 1989 году была выпущена его первая манга «Визажист». Самая популярная его манга по сей день является Боец Баки вышедшая в 1991 году. Начиная с 1996 года принимал участие над созданием манги «Легенда о голодных волках», оригинальной работы Баку Юмэмакура.

## Биография
С самого детства он сильно восхищался боевыми искусствами. Когда он учился в старшей школе Акан, он начал практиковать Сёриндзи-кэмпо и получил второй дан. 
После окончания средней школы он устроился работать в местную компанию, но вскоре уволился, а когда ему исполнилось 20 лет. Вступил в Сухопутные силы самообороны и служил в 1-й воздушно-десантной бригаде, одном из самых элитных подразделений вооруженных сил около пяти лет. В то время он также участвовал в Национальном спортивном соревновании по любительскому боксу. После он завершил обучение, чтобы пройти сто километров в горы. Позже, по просьбе Итагаки, это обучение было включено в автобиографию.
После этого, переболев гепатитом В, демобилизовавшись из сил самообороны и проведя почти год в больнице, он прожил жизнь, меняя место работы. В 1987 году он поступил в школу Гекигасондзюку, организованную Кадзуо Койкэ (6-й класс в Токио), чтобы использовать свои навыки в иллюстрации, которая была его хобби с детства, наряду с боевыми искусствами, и зарекомендовать себя как мангака. Взяв псевдоним «Кейсуке Итагаки» из имен Кейсуке Ибараки, главного героя оригинальной манги Койкэ «Человек со шрамом» и его собственной жены Кейко, он дебютировал в 1989 году с мангой «Визажист». В 1991 году он начал публиковать «Бойца Баки» в «Weekly Shonen Champion». После этого, Часть 2 «Новый Боец Баки», Часть 3 «Баки — Сын великана», Часть 4 «Путь Баки», Часть 5 «Путь Баки 2» были сериализованы из «Weekly Shonen Champion» № 45, 2018.
Хироюки женился и стал отцом троих дочерей, одна из них Пару Итагаки, прославилась мангой «Выдающиеся звери».

## Работы
- Визажист (Make-Upper) (1989)[2]
- Боец Баки (Grappler Baki) (1991 — 1999)[14]
- Легенда о голодных волках (Garouden) (1996-2010)[15]
- Боец Баки: Игари против Горы Тоба (Baki the Grappler Gaiden) (1999)[16]
- Новый Боец Баки (Baki) (1999 — 2005)[17]
- Специальное издание Баки — Сага (Baki Tokubetsu-hen: Saga) (2002)[18]
- Легенда о голодных волках — Юность (Garouden Boy) (2003)[19]
- Боец Баки: Лицо со шрамом. «Легенда о непобедимом кулаке» (Baki Gaiden — Scarface) (2005)[20]
- Баки — Сын Великана (Hanma Baki) (2006)[21]
- Догесен (Dogesen) (2010-2011)[22]
- Боец Баки: Лицо со шрамом (Baki Gaiden: Kizuzura) (2011)[23]
- Шаман (Shaman: Ikketsu Ogami) (2011)[24]
- Боец Баки: Острие кулака (Baki Gaiden: Kenjin) (2013)[25]
- Боец Баки: Токийская месть (Baki: Shinsouban) (2018)[26]
- Путь Баки 2 (Baki-Dou 2) (2018)[27]
- Боец Баки Ремейк (Grappler Baki Remake) (2019) Прим. — Ремейк первой главы, созданный в честь 50-летия публикации Weekly Shounen Champion[28].
- Боец Баки: Рецу Кайо не возражает, даже если он находится в другом мире (Baki Gaiden — Retsu Kaioh Isekai Tensei Shitemo Ikkou Kamawan!) (2020)(примечания фанатская версия которую одобрил автор)[29]
- Баки: Где-то рядом (Baki Rahen) (2023)[30]